# Nationalmuseum Nara
Das Nationalmuseum Nara (japanisch 奈良国立博物館 Nara Kokuritsu Hakubutsukan) wurde 1889 gegründet und ist eines der ältesten Museen Japans. Es befindet sich in der Stadt Nara, die von 710 bis 784 Hauptstadt Japans war. Das Museum gehört seit 2007 zur „Organisation Nationaler Einrichtungen für Kulturgüter“ (国立文化財機構, Kokuritsu Bunkazai Kikō, engl. National Institutes for Cultural Heritage). Das Museum befindet sich in einem Park in unmittelbarer Nähe zu den Tempeln Tōdai-ji, Kōfuku-ji und dem Kasuga-Taisha Schrein. Der Schwerpunkt der musealen Arbeit liegt in der Sammlung und Erschließung buddhistischer Kunst, auch archäologischer Artefakte, und im Schutz und der Bewahrung von Kulturgütern.

## Überblick
Anlass zur Gründung des Museums war die Weltausstellung 1878 in Paris. Zu den Begleitumständen der Gründung gehörte auch die während der Meiji-Restauration, in den 1890er Jahren, wieder aufflammende Bewegung Haibutsu kishaku, die auf die Abschaffung des Buddhismus abzielte. Dieser bedrohlichen Entwicklung setzte man in Nara eine Ausstellung bedeutender buddhistischer Tempelschätze der halbstaatlichen Organisation „Nara Hakubutsu Kaisha“ entgegen. Dies veranlasste 1888 das Kaiserliche Hofministerium zur Gründung einer „Sonderuntersuchungseinrichtung für nationale Kulturgüter“ (臨時全国宝物取調局) und ein Jahr später zur Gründung des Nationalmuseums Nara.
Die Entwürfe für das Gebäude, das im Stile der französischen Renaissance errichtet und 1894 fertiggestellt wurde, stammten von Katayama Tōkuma (1854–1917). Im April 1895 öffnete das Nationalmuseum erstmals seine Türen für Besucher. Im Zuge einer Reorganisation staatlicher Behörden um die Jahrhundertwende wurde das Museum zunächst „Kaiserliches Museum Nara“ (帝国奈良博物館) benamt. Einen ersten Besucherrekord konnte das Museum unmittelbar nach Kriegsende 1946 verzeichnen. Die Ausstellung „Schätze des Kaiserpalasts zu Kyoto“ (京都御所宝物展, Exhibition of Kyoto Imperial Palace Treasures) zog innerhalb von 22 Tagen 150.000 Besucher ins Museum. 1952 erhielt das Museum offiziell den Namen „Nationalmuseum Nara“, den es heute noch trägt.
1969 wurde das Museum zum Wichtigen Kulturgut deklariert. Im darauf folgenden Jahr wurde das Museum um ein zusätzliches Gebäude nach Entwürfen von Junzō Yoshimura (1908–1997) erweitert. Der Westflügel des neuen Gebäudes wurde am 31. März 1972, der Ostflügel im Oktober 1997 fertiggestellt. Seit der Fertigstellung des Ostflügels wird das Hauptgebäude zur Ausstellung buddhistischer Skulpturen verwendet. Die letzte Neuerung 2000 war eine moderne und zeitgemäße Sammlung zur Konservierung und Erhaltung der Kunstschätze.
Seit April 1980 unterhält das Museum zudem eine Bibliothek zu buddhistischer Kunst, die 1983 ebenfalls als Wichtiges Kulturgut deklariert wurde. Das Gebäude der Bibliothek wurde von Tadashi Sekino (1867–1935) entworfen und ursprünglich seit 1902 als Ausstellungshalle für Produkte aus der Region Nara genutzt. Seit 1980 wurde das Gebäude als Forschungsstelle für nationale Kulturgüter, seit 1982 dann als Bibliothek genutzt. Das Gebäude wurde zwischen 2009 und 2011 renoviert, u. a. um es erdbebensicherer zu machen.
Die gegenwärtige Gesamtfläche des Museums beträgt 78.760 m², davon 19.116 m² Gebäudefläche und 4079 m² Ausstellungsfläche.

## Ausstellungsräume und Archive
Das Museum hat sich auf die Ausstellung buddhistischer Kunstwerke, religiösen Zubehörs und archäologischer Artefakte kapriziert. Nach Angaben der Online-Datenbank besitzt das Museum 13 Nationalschätze und 109 Wichtige Kulturgüter.

### Buddhistische Skulpturen und rituelle Bronzegegenstände
Die Dauerausstellung in 13 Räumen des Hauptgebäudes zeigt repräsentative Plastiken aus China und Japan von der Asuka- bis zur Kamakura-Zeit. Außerdem beherbergen die Räume die „Sammlung Sakamoto“, eine Sammlung ritueller Bronzegegenstände.

### Ost- und Westflügel
Der Ostflügel des Erweiterungsbaus wird für jährlich wechselnde Ausstellungen verwendet. Den Schwerpunkt dieser Ausstellungen bilden Ausstellungsstücke aus dem Shōsōin, dem Schatzhaus des nahegelegenen Tempels Tōdai-ji. In der monatlich rotierenden Ausstellung im Westflügel findet der Besucher Werke der bildenden Kunst, handschriftliche Dokumente und archäologische Fundstücke. Haupt- und Nebengebäude sind durch einen 1997 erbauten Gang verbunden, in dem sich der Museumsshop, Fotografien und Nachbildungen buddhistischer Skulpturen befinden.

### Außenanlage
Im Park rund um das Museum findet man neben dem Teehaus Hassōan (八窓庵, wörtlich: Acht-Fenster-Klause) auch die Originalstandplätze der West- und Ostpagode des Kasuga-Taisha Schreins. Das in der Edo-Zeit erbaute Teehaus, das in seiner Ausführung mit acht Fenstern dem bevorzugten Stil des Teemeisters Furuta Oribe folgt, gehört zu den „drei Teehäusern der Region Yamato“. Es ist vier Tatami-Matten groß und mit einem Dach im Irimoya-Stil ausgeführt.
Von den beiden Pagoden, die 1180 von Taira no Shigehira verbrannt und deren Wiederaufbau durch Blitzeinschlag 1411 erneut niederbrannten, sind heute nur noch die Originalstandplätze erhalten. Man nimmt an, dass die fünfstöckigen Bauwerke eine Höhe von ca. 50 m besaßen.

### Archive
Das Museum besitzt eine Datenbank, in der etwa 1300 Gegenstände aus den Sammlungen verzeichnet sind und die in englischer Sprache auch online zugänglich ist. Darüber hinaus bietet das Museum eine Bilddatenbank, die ebenfalls online, allerdings nur in Japanisch, zugänglich ist und die Informationen zu rund 100.000 Bildern bereitstellt. Die zum Museum gehörige Bibliothek über buddhistische Kunst führt 67.000 Bücher, ca. 3000 Zeitschriften, etwa 10.000 Ausstellungskataloge und rund 128.000 Fotografien.